# Санкт-Галленський діалект
Санкт-Галленський діалект (нім. St.-Galler-Deutsch) — діалект німецької мови, один із швейцарських діалектів (верхньо)алеманського ареалу (східношвейцарська група). Поширений у швейцарському кантоні Санкт-Галлен.
«Діалект Санкт-Галлена» та «санкт-галленський діалект» — поняття різні. Це пов'язано із діалектною строкатістю кантону, оскільки є регіони з величезним переважанням інших діалектів. До таких відносяться, наприклад, історична область Фюрстенланд, Тоггенбурзька долина, округ Зарганзерланд та область Райнталь. В останній діалект частково переходить у форарльберзький.